# Colección Afundación
La Colección Afundación (anteriormente Colección Novacaixagalicia) es una colección artística propiedad de Afundación, creada a mediados del siglo xx, coincidiendo con el retorno a Galicia de algunos de los artistas gallegos emigrados en la posguerra. El objeto de la colección es reunir y divulgar la obra dispersa del arte de esta autonomía. Cuenta con un fondo de más 4.000 obras entre pintura, escultura, fotografía, grabado y dibujo. Dispone de una muestra permanente de las obras más representativas de la misma, en la sede Afundación en Vigo.

## Algunos autores representados
- Alex Vázquez
- Alfonso Pedro Abelenda Escudero
- Antón Lamazares Silva
- Antón Patiño Pérez
- Antón Pulido Novoa
- Antonio de Puga
- Antonio J. Murado
- Arturo Souto
- Cándido Fernández Mazas
- Carlos Alcolea
- Carlos Maside García
- Castelao
- Cristino Mallo
- Dionisio Fierros Álvarez
- Eugenio Granell
- Fernando Álvarez de Sotomayor
- Fernando Estarque Casás
- Francisco Leiro Lois
- Francisco Llorens Díaz
- Gabino Rey Santiago
- Isaac Díaz Pardo
- Jenaro Pérez Villaamil
- Jorge Barbi Alonso
- Julia Minguillón
- Julio Prieto Nespereira
- Laxeiro
- Leopoldo Novoa García
- Luis María Caruncho Amat
- Luis Seoane López
- Manuel Abelenda Zapata
- Manuel Facal Ponte
- Manuel Quintana Martelo
- Manuel Suárez-Pumariega Molezún
- Manuel Vilariño
- María Antonia Dans Boado
- Maruja Mallo
- Ovidio Murguía de Castro
- Pamen Pereira
- Raimundo Patiño Mancebo
- Ramón Parada Justel
- Serafín Avendaño Martínez
- Urbano Lugrís
- Xoán Piñeiro Nogueira